# Hajszál híján (film, 1990)
A Hajszál híján (eredeti cím: Narrow Margin)  1990-ben bemutatott bűnügyi thriller, melynek rendezője, forgatókönyvírója és operatőre Peter Hyams. Főszereplők Gene Hackman és Anne Archer.
A film az azonos című, 1952-es The Narrow Margin remake-je.

## Cselekménye
Los Angeles
Egy nő, Carol Hunnicut (Anne Archer) a Four Seasons szálloda éttermébe megy vacsorázni egy férfival első randevújukon. A férfinak, aki ügyvéd, telefonálnia kell, ezért felmennek a férfi szobájába. A nő a fürdőszobába megy egy elsötétített szobán keresztül. Eközben két férfi kopogtat, egyikük Leo Watts, az ügyvéd megbízója, aki azzal vádolja meg, hogy nagy összegű pénzt vett el tőle. Rövid szóváltás után a másik férfi lelövi az ügyvédet, a nő vacsorapartnerét. A nő másnap azt olvassa az újságban, hogy az áldozat kapcsolatban állt az alvilággal. A nő „az alvilág feje” néven ismert Leo Watts fényképén felismeri az egyik férfit, ezért elmenekül Kanadába, egy East Jesus nevű helyre, bátyja vadászházába, és csak két nap múlva, egy barátnőjének mondja meg, hogy hol van.
Los Angelesben a kerületi helyettes ügyész (Gene Hackman) és rendőr kollégája a szállodai fürdőszobában talált ujjlenyomatok alapján kiderítik a nő nevét, aki egy könyvkiadónál dolgozik (a nőt egyszer letartóztatták, amikor 1981-ben Oregonban részt vett egy antinukleáris tüntetésen). Mivel a barátnője bejelentette egy bizonyos Carol eltűnését, a rendőrök kihallgatják a bejelentőt és megtudják Carol tartózkodási helyét. A helyettes ügyész terve az, hogy repülővel, majd helikopterrel odamegy és elhozza a nőt, akinek Leo Watts ügyének bírósági tárgyalásáig védelmet biztosít.
A helyettes ügyész és a nyomozó őrmester helikoptere a vadászház közelében száll le. A nő azonban nem akar velük visszamenni és vallomást tenni. Pár perc múlva azonban egy másik helikopter tűnik fel, és abból sorozatlövő fegyverrel tüzet nyitnak rájuk. Az őrmestert több lövés eltalálja és azonnal meghal.
A nő és Caulfield kimásznak a hátsó ablakon, majd a nő terepjárójával behajtanak az erdőbe, a helikopter azonban követi őket és időnként lövéseket ad le. A rendőrségi helikoptert is eltalálja, ami lezuhan és felrobban.
Észrevesznek egy közeledő vonatot, ami egy apró megállónál megáll. Itt jegyet vesznek és felszállnak rá. A vonat Vancouver felé tart. Carol úgy tesz, mintha terhes lenne, így egy idősebb házaspár felajánlja nekik a hálókocsiba szóló jegyüket. A vonatra két, csomag és táska nélkül érkező férfi is felszáll, akik feltehetően a helikopterrel üldözték őket.
A vonaton macska-egér játék kezdődik, mivel az üldözők csak az államügyészt ismerik, a nőt nem. Caulfield azon igyekszik, hogy ne lássák őket együtt és mivel a bérgyilkosok azzal az ürüggyel, hogy egyikük elvesztette a táskáját, sorra benyitogatnak a fülkékbe, Caulfield időnként másik fülkébe viszi a nőt. A vonaton lévő kövér biztonsági főnök felajánlja nekik, hogy saját rádióján segítséget hív, de amikor visszamennek hozzá, addigra a bérgyilkosok megölték a férfit (a vonat normál telefonját már korábban tönkretették). Az egyik állomáson sikerül telefonálnia és rendőri védelmet kér.
Egy Monashee nevű megállóban két öltönyös bérgyilkos várja, akik kanadai rendőrnek adják ki magukat. Caulfield egy rendőrségi kóddal buktatja le őket, amit nem ismernek fel (314-es kódot mond nekik, ami „szemérem elleni erőszak”-ot jelent). Caulfield azzal az ürüggyel, hogy sürgősen vécére kell mennie, csapdát állít nekik: a nadrágját és a cipőit az egyik beülős vécében helyezi el. Az egyik bérgyilkos utánamegy és rálő a fülkére, ekkor Caulfield rátámad és verekedni kezdenek. Amikor a másik is megérkezik, Caulfield kiugrik a becsukott ablakon és először a fák között bújik el, majd visszamegy a vonathoz.
Az egyik bérgyilkos az étkezőkocsiban barátságosan elbeszélget Caulfielddal és 10 éves államügyészi fizetésének megfelelő összeget ajánl neki, ha megmutatja nekik a nőt, akit keresnek, azonban Caulfield ezt nem fogadja el, és úgy tesz, mintha nem is tudná milyen nőről van szó.
Amikor már nem tudnak tovább bujkálni, kimásznak a vonat tetejére. Itt közelharc után előbb az egyik, majd a másik gyilkost is sikerül lelökni a vonatról. Amikor a veszély elhárulni látszik, Kathryn hirtelen megjelenik a tetőn. Ő is Wattsnak dolgozik, és le akarja lőni Carolt, de lesodorja egy alacsony alagút teteje, miközben a vonat tetején állva a menetiránynak háttal áll.
A történet végén egy bírósági tárgyaláson Carol Hunnicut tanúskodik, elmondja, mit látott és hallott Michael Tarlow ügyvéd, az áldozat szobájában. A teremben ülők közül be tudja azonosítani Leo Watts-ot, aki lelövette Tarlow-t.

## Szereposztás
- Gene Hackman (Szilágyi Tibor) – Robert Caulfield, Los Angelesben helyettes államügyész
- Anne Archer (Kovács Nóra) – Carol Hunnicut, koronatanú
- James Sikking (Gruber Hugó) – bérgyilkos (a stáblistában „James B. Sikking”)
- M. Emmet Walsh (Horkai János) – James Benti nyomozó őrmester
- J. T. Walsh (Konrád Antal) – Michael Tarlow ügyvéd, az áldozat
- Susan Hogan (Balogh Erika) – Kathryn Weller, szőke nő, bérgyilkos
- Nigel Bennett (Varga T. József) -
- J. A. Preston (Kránitz Lajos) – Martin Larner államügyész, Robert Caulfield felettese
- Kevin McNulty (Kovács István) – James Dahlbeck, helyettes államügyész, aki kapcsolatban áll az alvilággal
- Harris Yulin – Leo Watts, „az alvilág feje”, aki lelöveti Tarlow-t, mert az elsikkasztotta a pénzét

## Megjelenése
A film DVD-n első ízben 1999. augusztus 17-én jelent meg.

## Fogadtatás
Az amerikai filmkritikusok véleményét összegző Rotten Tomatoes mindössze 58%-ra értékelte 12 vélemény alapján. (az 1952-es változatot a Rotten Tomatoes 100%-ra értékelte).

## A film készítése
Peter Hyams szándékosan keresgélt a már-már klasszikusnak számító régi filmek között olyan filmet, ami nem túl ismert, de megérdemli, hogy modernizálva újra elkészítsék. Választása Richard Fleischer 1952-es Hajszál híjánjára (The Narrow Margin) esett.
A filmben szereplő vonat egy British Columbia SD40-2 dízelmozdonyból és 12 személykocsiból állt, amiket Via Rail Canada festéssel és jelzésekkel láttak el, hogy megfeleljenek a Toronto-Vancouver útvonalon közlekedő járatnak. Néhány távolabbi felvételhez modellvasutat használtak.
A film elején szereplő vadászházat kifejezetten a forgatás céljából építették.

## Forgatási helyszínek
- Brit Columbia, Kanada egyik tartománya
- Alberta, Kanada egyik tartománya
- Four Seasons Hotel, Vancouver

## Fordítás
Ez a szócikk részben vagy egészben  a   Narrow Margin (film 1990) című angol Wikipédia-szócikk fordításán alapul.  Az eredeti cikk szerkesztőit annak laptörténete sorolja fel. Ez a jelzés csupán a megfogalmazás eredetét és a szerzői jogokat jelzi, nem szolgál a cikkben szereplő információk forrásmegjelöléseként.